# Chloe Webb
Chloe Webb (New York, 25 giugno 1956) è un'attrice statunitense.

## Biografia
Nata a Greenwich Village, quartiere residenziale di New York City, è cresciuta prevalentemente a Syracuse, trasferendosi in diverse località della costa orientale a causa del lavoro del padre, un costruttore edile. Ha conseguito gli studi universitari presso il Berklee College of Music di Boston.
Dopo qualche ruolo in alcuni episodi di serie televisive, esordisce nel grande schermo con il film cult Sid & Nancy (1986) di Alex Cox, per cui interpreta il ruolo di Nancy Spungen, fidanzata del bassista dei Sex Pistols Sid Vicious, e riceve il premio dalla National Society of Film Critics e dalla Boston Society of Film Critics come migliore attrice.
Successivamente ottiene dei ruoli nelle pellicole Il ventre dell'architetto (1987) e I gemelli (1988), mentre appare in un cameo in Ghostbusters II - Acchiappafantasmi II (1989). Nel 1988 ha recitato per sette episodi nella serie China Beach, ricevendo una candidatura al Premio Emmy come miglior attrice guest star in una serie drammatica l'anno seguente.
I suoi lavori più rilevanti negli anni Novanta sono il film Un fantasma per amico (1990), affiancando Denzel Washington e Bob Hoskins, e la miniserie del 1993 Tales of the City, diretta da Armistead Maupin.
A inizio anni Duemila, appare nelle serie televisive Giudice Amy, Dr. House - Medical Division, Medium e CSI - Scena del crimine, mentre tra il 2011 e il 2016 viene scritturata per vestire i panni di Monica Gallagher in Shameless, ruolo grazie al quale riceve una candidatura ai Critics' Choice Television Awards come miglior attrice guest star in una serie drammatica. Ha diretto il documentario Surfing Thru, presentato a Cannes e vincitore del premio al Santa Cruz Film Festival e al The Other Venice Film Festival come miglior documentario.

## Filmografia

### Cinema
- Sid & Nancy (Sid and Nancy), regia di Alex Cox (1986)
- Il ventre dell'architetto (The Belly of an Architect), regia di Peter Greenaway (1987)
- I gemelli (Twins), regia di Ivan Reitman (1988)
- Ghostbusters II - Acchiappafantasmi II (Ghostbusters II), regia di Ivan Reitman (1989) (non accreditata)
- Un fantasma per amico (Heart Condition), regia di James D. Parriott (1990)
- Sognando Manhattan (Queens Logic), regia di Steve Rash (1991)
- Un pezzo da 20 (Twenty Bucks), regia di Keva Rosenfeld (1993) (non accreditata)
- Silent Cries, regia di Anthony Page (1993)
- 4 fantasmi per un sogno (Heart and Souls), regia di Ron Underwood (1993) (non accreditata)
- Dangerous Woman - Una donna pericolosa (A Dangerous Woman), regia di Stephen Gyllenhaal (1993)
- Love affair - Un grande amore (Love Affair), regia di Glenn Gordon Caron (1994)
- She's So Lovely - Così carina (She's So Lovely), regia di Nick Cassavetes (1997)
- Newton Boys (The Newton Boys), regia di Richard Linklater (1998)
- Amori & incantesimi (Practical Magic), regia di Griffin Dunne (1998)
- Repo Chick, regia di Alex Cox (2009)
- Quit, regia di Dick Rude (2010)
- Wish Upon a Unicorn, regia di Steve Bencich (2020)

### Televisione
- Mai dire sì (Remington Steele) – serie TV, episodio 2x01 (1983)
- Mary – serie TV, episodio 1x13 (1986)
- China Beach – serie TV, 7 episodi (1988)
- Lucky Day, regia di Donald Wrye – film TV (1991)
- Tales of the City – miniserie TV, 6 episodi (1993)
- The Ballad of Lucy Whipple, regia di Jeremy Kagan – film TV (2001)
- Giudice Amy (Judging Amy) – serie TV, episodio 5x04 (2003)
- Dr. House - Medical Division (House, M.D.) – serie TV, episodio 1x09 (2005)
- Due uomini e mezzo (Two and a Half Men) – serie TV, episodio 2x22 (2005)
- Medium – serie TV, episodio 2x03 (2005)
- CSI - Scena del crimine (CSI: Crime Scene Investigation) – serie TV, episodio 8x15 (2008)
- Shameless – serie TV, 13 episodi (2011-2016)
- Law & Order - Unità vittime speciali (Law & Order: Special Victims Unit) – serie TV, episodio 20x17 (2019)

## Doppiatrici italiane
Nelle versioni in italiano delle opere in cui ha recitato, Chloe Webb è stata doppiata da:
- Anna Rita Pasanisi ne I gemelli, Dr. House - Medical Division
- Aurora Cancian ne Il ventre dell'architetto, Due uomini e mezzo
- Simona Izzo in Sid & Nancy
- Silvia Pepitoni in China Beach
- Monica Ward in Sognando Manhattan
- Georgia Lepore in Dangerous Woman - una donna pericolosa
- Serena Verdirosi in Love Affair - Un grande amore
- Renata Bertolas in Sid & Nancy (ridoppiaggio)
- Graziella Polesinanti in CSI - Scena del crimine
- Alessandra Korompay in Shameless